# Déborah Heissler
Déborah Heissler (Mulhouse, 5 maggio 1976) è una poetessa e saggista francese. 
É nota per la sua poesia pluripremiata in Francia. Ha studiato letteratura francese all'Università dell'Alta Alsazia, Francia, prima di pubblicare la sua prima raccolta di poesie nel 2005, Près d'eux, la nuit sous la neige.

## Opere
- Les Nuits et les Jours [con l'artista Joanna Kaiser (Polonia)] , Æncrages & Co, Francia, 2015
- Collisions douces [libro d'artista con Philippe Agostini, Armand Dupuy y Roland Chopard], Æncrages & Co, Francia, 2017
- Tristesse et beauté. Hommage à Yasunari Kawabata [libro d'artista con Philippe Agostini], Francia, 2017
- Morte Saison. Hommage à Nicolas Bouvier [libro d'artista con Philippe Agostini], Francia, 2017
- Sorrowful Songs [con l'artista Peter Maslow (USA)] , Æncrages & Co, Francia, 2015
- Kanten [libro d'artista con Michel Remaud], Francia, 2015
- A la lisière des champs [libro d'artista con Michel Remaud], Francia, 2015
- Chiaroscuro, [con l'artista André Jolivet] Æncrages & Co, Francia, 2013
- Viennent / en silence [libro d'artista con André Jolivet], Voltije, Francia, 2012
- Comme un morceau de nuit, découpé dans son étoffe, Cheyne, Francia, 2010
- Près d'eux, la nuit sous la neige, Cheyne, Francia, 2005

### Riviste letterarie

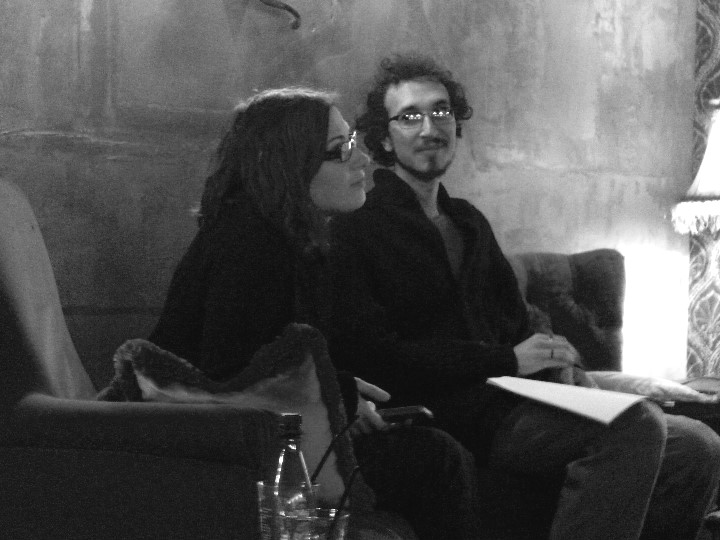
Déborah Heissler e Jacob Bromberg (Ivy Writers reading series, Paris, França, 2013).

Deborah Heissler ha pubblicato poesie e recensioni nelle riviste Nunc (Francia), Bacchanales (Francia), Dyptique (Francia), CCP, Cahier Critique de Poésie (Francia), Arpa (Francia), Raize, rivista fotografica (Francia), Pris Lit Up Magazine Stati Uniti d'America, SET (Stati Uniti d'America), Buenos Aires Poetry (Argentina).

### Premi letterari
- Premio Louis Guillaume Francia, (2012)
- Premio Yvan Goll Francia, (2011)
- Premio per la vocazione poetica Bleustein-Blanchet Francia, (2005)
- Premio Henry Durand Paris IV – Sorbonna Francia, (2004)

### Festival della poesia internazionale
- Festival internazionale di letteratura di Toluca (Messico), 2017[3]